# Centaurea doddsii
Centaurea doddsii là một loài thực vật có hoa trong họ Cúc. Loài này được Post ex Boiss. mô tả khoa học đầu tiên năm 1888.